# Runenstein von Tillitse
Der Runenstein von Tillitse (DR 212) ist ein Granitstein, dessen Runeninschrift auf etwa 1050 n. Chr. datiert wird. Er befindet sich in einem kleinen Ort auf der Insel Lolland in Dänemark.
Auf dem Gemeindegebiet von Tillitse – die Endung „itse“ verrät, dass es sich ursprünglich um eine wendische Gründung handelt (siehe Billitse, Binnitse, Boridtse, Jerlitse, Kobelitse, Korselitse, Kramnitse, Kuditse, Revitse, Ullitse und Vommelitse) liegen 46 registrierte Lesefunde und Vorzeitdenkmäler, davon 29 Rundhügel, einige Erd- und Steingräber und der bei der Kirche aufgestellte Runenstein. Der rötliche Granitstein ist 1,43 m lang, 81 cm breit und 43 cm dick.
Ursprünglich war der Stein in die Kirche eingemauert, steht aber nun etwa drei Meter nordwestlich von ihr, nahe dem Friedhof. Er trägt zwei Inschriften, eine auf der Vorderseite und eine auf einer der beiden seitlichen Schmalseiten. Die Inschriften beziehen sich auf nordische Personennamen und haben teilweise christlichen Inhalt. Auf der Vorderseite beginnt die Inschrift mit den Worten:

„eskil : sulka : sun : let : res(a) : 
sten : Þena : eft : sialfan 
 (Eskil Sulkeson ließ diesen Stein für sich selbst errichten)“

Dies ist typisch für Runensteine, die stets von bedeutenden Einwohnern entweder für sich selbst oder im Gedenken an Verwandte errichtet wurden. Die Inschrift schließt mit den Worten:

„kristr * hialbi * siol * hans * aok * santa * migael 
 (Christus und St. Michael sollen seiner Seele beistehen)“

Die seitliche Inschrift ist eine Widmung eines Toke an seine Stiefmutter Thora.